# Benjamin Krüger
Benjamin Paul Krüger (* 1. September 1980 in Hannover) ist ein deutscher Schauspieler.

## Leben und Karriere
Krüger studierte von 2001 bis 2003 Schauspiel am Acting international in Paris und von 2003 bis 2006 am Schauspielstudio Frese in Hamburg. Anschließend war er von 2006 bis 2012 am Südthüringischen Staatstheater Meiningen engagiert, wo er in zahlreichen Haupt- und Titelrollen zu sehen war. Von 2012 bis 2016 war er am deutschen Theater Göttingen engagiert. Seit Sommer 2016 lebt und arbeitet er freischaffend in Berlin. Als Sprecher ist er seit 2012 regelmäßig beim Festspiel der deutschen Sprache vertreten, wo er 2014 die Titelrolle des Don Karlos las. 2017 und 2018 spielte er in über 20 Folgen die Rolle des jungen Vaters Jonas Dallwitz in der Serie unter uns. In der internationalen Mini-Serie „Nothingman“ übernahm er 2021 die Rolle des ehemaligen Fremden-Legionärs Terrance. Seit 2019 ist er Teil des Globe Ensembles Berlin.
Krüger schreibt unter dem Pseudonym Benjamin Hoheisel-Scheffel. Sein Stück „Ich du und alle andern“ wurde 2017 für den Kleist-Förderpreis nominiert.

## Theaterrollen (Auswahl)
Am Südthüringischen Staatstheater Meiningen (2006–2012) 
- Werther in Die Leiden des jungen Werther (Regie: Tobias Rott)
- Dom Karlos in Dom Karlos (Regie: Beverly Blankenship)
- Amphitryon in Amphitryon (Regie: Matthias Kniesbeck)
- der Tempelherr in Nathan der Weise (Regie: Thomas Lange)
- Flaut im Sommernachtstraum (Regie: Dominique Horwitz)
- Conférencier in Cabaret Regie: (Lars Wernecke)

Am Deutschen Theater Göttingen (2012–2016) 
- Patrick Lange in Ich habe Bryan Adams geschreddert (UA von Oliver Bukowski; Regie: Michael Kessler)[10][11]
- Eilif in Mutter Courage und ihre Kinder (Regie: Felix Rothenhäusler)[12]
- Trigorin in Die Möwe Regie: (Mark zur Mühle)[13]
- Frank 'n Furter in Rocky Horror Show (Regie: Michaela Dicu)[14][15]
- Berger in Hair (Regie: Mark zur Mühle)[16]
- Soldat in Zerbombt (Regie: Katharina Ramser)
- Stimme des Thomas Woodnut in netzwelt (Regie: Thomas Dannemann)

seit 2017 
- Schulz in Noch ist Polen nicht verloren (Regie: Tobias Rott), Hans Otto Theater, Potsdam
- Clifford Bradshaw in Cabaret (Regie: Malte Kreutzfeldt), Anhaltisches Theater Dessau
- Dr. Falckenstein in Versetzung (Regie: Max Claessen), Les Théâtres de la Ville de Luxembourg
- Yves Montand in Edith Piaf (Regie: Ingo Putz) am Stadttheater Bremerhaven
- Dr. Otto Siedler in Im weißen Rössl (Regie: Tobias Bonn) am Deutschen Theater Göttingen
- Werther in Die Leiden des jungen Werther (Regie: Tobias Rott), Tournée deutschlandweit

## Filmografie (Auswahl)
- 2006: Doppelter Einsatz – Episode: Rumpelstilzchen (Regie: Christine Hartmann; RTL)
- 2008: Pizzicato Coffee (Regie: Krüger/Schele/Balthasar)[17]
- 2009: Schloss Einstein (Regie: Sabine Landgraeber; KIKA)
- 2009: Der Teufel mit den drei goldenen Haaren (Regie: Hans-Günther Bücking;  ZDF)
- 2010: GodApp (Regie: Stefan Najib)[18]
- 2013: Dritter Mai zwischen den Nudeln (Regie: Steffen Werthmann)[19]
- 2013: Dan und Daniel (Regie: Herrengedeck)[20]
- 2014: Macadamia (Regie: Jan Herdin)
- 2014: Die, die Welt bedeuten (Regie: Gwendolen van der Linde)
- 2014: Dreams (Regie: Herrengedeck)
- 2015: Gigant des Nordens (Regie: Stefan Schneider; arte/NDR)
- 2015: Slap in the Park (Regie: Christian Ewald)
- 2015: Wir machen's noch mal! (Regie: Christian Ewald)
- 2016: Der Anspruch – Ha Drischa (Regie: Moshe Zeevi)
- 2017: unter uns (Regie: diverse) RTL
- 2018: GZSZ (Regie: Frank Hein) RTL
- 2020: Tapetenalarm (Regie: Paul Weiss) ausgezeichnet: Bester Film, 8K Film award[21]
- 2021: König gegen Bauer (Regie: Paul Weiss), Weissfilm
- 2021: Nothingman (Regie: Li Wallis), US-Mini-Serie[22]
- 2021: Emilia Galotti (Regie: Anna Siegmund-Schultze), mdr
- 2022: Les escrocs du mariage (Regie: Lorenzo Gandolfo)[23]